# Grodzisk (gmina)
Pour les articles homonymes, voir Grodzisk.
La gmina de Grodzisk est une commune rurale polonaise de la voïvodie de Podlachie et du powiat de Siemiatycze. Elle s'étend sur 203,21 km2 et comptait 4.596 habitants en 2006. Son siège est le village de Grodzisk qui se situe à environ 20 kilomètres au nord-ouest de Siemiatycze et à 66 kilomètres au sud-ouest de Bialystok.

## Villages
La gmina de Grodzisk comprend les villages et localités d'Aleksandrowo, Biszewo, Bogusze-Litewka, Czaje, Czarna Cerkiewna, Czarna Średnia, Czarna Wielka, Dobrogoszcz, Dołubowo-Wyręby, Drochlin, Grodzisk, Jaszczołty, Kamianki, Koryciny, Kosianka Leśna, Kosianka-Boruty, Kosianka-Trojanówka, Krakówki-Dąbki, Krakówki-Włodki, Krakówki-Zdzichy, Krynki Borowe, Krynki-Białokunki, Krynki-Jarki, Krynki-Miklasy, Krynki-Sobole, Lubowicze, Makarki, Małyszczyn, Mierzynówka, Morze, Niewiarowo-Przybki, Niewiarowo-Sochy, Nowe Sypnie, Porzeziny-Giętki, Porzeziny-Mendle, Rybałty, Siemiony, Stadniki, Stara Kosianka, Stare Bogusze, Stare Sypnie, Targowisk, Żale, Żery Bystre, Żery-Czubiki et Żery-Pilaki.

## Gminy voisines
La gmina de Grodzisk est voisine des gminy de Brańsk, Ciechanowiec, Drohiczyn, Dziadkowice, Perlejewo, Rudka et Siemiatycze.